# Marele Premiu de la Abu Dhabi din 2023
Marele Premiu de la Abu Dhabi din 2023 (cunoscut oficial ca Formula 1 Etihad Airways Abu Dhabi Grand Prix 2023) a fost o cursă auto de Formula 1 ce s-a desfășurat pe 26 noiembrie 2023 pe Circuitul Yas Marina din Abu Dhabi, Emiratele Arabe Unite. Cursa a fost cea de-a douăzeci și doua și ultima etapă a Campionatului Mondial de Formula 1 al FIA din 2023.
Cursa a fost câștigată de campionul sezonului Max Verstappen, care a obținut și pole position, precum și cel mai rapid tur al cursei. Charles Leclerc și George Russell au completat podiumul. Clasarea lui Russell i-a permis echipei Mercedes să-și adjudece locul doi în Campionatul Constructorilor în fața lui Ferrari, după ce Sergio Pérez a primit o penalizare.

## Context
În timpul primei sesiuni de antrenamente, nouă echipe au prezentat piloți diferiți care nu au concurat în mai mult de două Mari Premii, așa cum prevede regulamentul de Formula 1: Théo Pourchaire pentru Alfa Romeo în locul lui Zhou Guanyu; Jack Doohan pentru Alpine în locul lui Esteban Ocon; Felipe Drugovich pentru Aston Martin în locul lui Fernando Alonso; Robert Shwartzman pentru Ferrari în locul lui Charles Leclerc; Oliver Bearman pentru Haas în locul lui Nico Hülkenberg; Patricio O'Ward pentru McLaren în locul lui Lando Norris; Frederik Vesti pentru Mercedes în locul lui Lewis Hamilton; Jake Dennis și Isack Hadjar pentru Red Bull Racing în locul lui Max Verstappen și, respectiv, Sergio Pérez; și Zak O'Sullivan pentru Williams în locul lui Alexander Albon. Dennis și O'Sullivan și-au făcut debutul în antrenamentele în Formula 1.
Marele Premiu a marcat ultima cursă pentru directorul echipei AlphaTauri, Franz Tost, care este înlocuit de Laurent Mekies, precum și ultima cursă pentru fosta sa echipă sub numele de „AlphaTauri”, deoarece acesta va fi schimbat pentru 2024. A fost și ultima cursă pentru Alfa Romeo, care și-a încheiat parteneriatul cu Sauber înainte de viitorul lor parteneriat cu Audi, care va începe în 2026.
Furnizorul de anvelope Pirelli a adus compușii de anvelope C3, C4 și C5 (denumiți dur, mediu și, respectiv, moale) pentru ca echipele să le folosească la eveniment.

## Calificări
Calificările pentru Marele Premiu au avut loc pe 25 noiembrie 2023, începând cu ora locală 18:00 (UTC+4), 16:00 EET.
| Poz.                  | Nr. | Pilot            | Constructor                  | Timpi calificări | Timpi calificări | Timpi calificări | Grila finală |
| Poz.                  | Q1  | Q2               | Q3                           |                  |                  |                  | Grila finală |
| --------------------- | --- | ---------------- | ---------------------------- | ---------------- | ---------------- | ---------------- | ------------ |
| 1                     | 1   | Max Verstappen   | Red Bull Racing-Honda RBPT   | 1:24,160         | 1:23,740         | 1:23,445         | 1            |
| 2                     | 16  | Charles Leclerc  | Ferrari                      | 1:24,459         | 1:23,969         | 1:23,584         | 2            |
| 3                     | 81  | Oscar Piastri    | McLaren-Mercedes             | 1:24,487         | 1:24,278         | 1:23,782         | 3            |
| 4                     | 63  | George Russell   | Mercedes                     | 1:24,337         | 1:24,013         | 1:23,788         | 4            |
| 5                     | 4   | Lando Norris     | McLaren-Mercedes             | 1:24,368         | 1:23,920         | 1:23,816         | 5            |
| 6                     | 22  | Yuki Tsunoda     | AlphaTauri-Honda RBPT        | 1:24,286         | 1:24,207         | 1:23,969         | 6            |
| 7                     | 14  | Fernando Alonso  | Aston Martin Aramco-Mercedes | 1:24,501         | 1:24,131         | 1:24,084         | 7            |
| 8                     | 27  | Nico Hülkenberg  | Haas-Ferrari                 | 1:24,425         | 1:24,213         | 1:24,108         | 8            |
| 9                     | 11  | Sergio Pérez     | Red Bull Racing-Honda RBPT   | 1:24,209         | 1:24,116         | 1:24,171         | 9            |
| 10                    | 10  | Pierre Gasly     | Alpine-Renault               | 1:24,600         | 1:24,078         | 1:24,548         | 10           |
| 11                    | 44  | Lewis Hamilton   | Mercedes                     | 1:24,437         | 1:24,359         | N/A              | 11           |
| 12                    | 31  | Esteban Ocon     | Alpine-Renault               | 1:24,565         | 1:24,391         | N/A              | 12           |
| 13                    | 18  | Lance Stroll     | Aston Martin Aramco-Mercedes | 1:24,405         | 1:24,422         | N/A              | 13           |
| 14                    | 23  | Alexander Albon  | Williams-Mercedes            | 1:24,298         | 1:24,439         | N/A              | 14           |
| 15                    | 3   | Daniel Ricciardo | AlphaTauri-Honda RBPT        | 1:24,461         | 1:24,442         | N/A              | 15           |
| 16                    | 55  | Carlos Sainz Jr. | Ferrari                      | 1:24,738         | N/A              | N/A              | 16           |
| 17                    | 20  | Kevin Magnussen  | Haas-Ferrari                 | 1:24,764         | N/A              | N/A              | 17           |
| 18                    | 77  | Valtteri Bottas  | Alfa Romeo-Ferrari           | 1:24,788         | N/A              | N/A              | 18           |
| 19                    | 24  | Zhou Guanyu      | Alfa Romeo-Ferrari           | 1:25,159         | N/A              | N/A              | 19           |
| Regula 107%: 1:30,051 |     |                  |                              |                  |                  |                  |              |
| —                     | 2   | Logan Sargeant   | Williams-Mercedes            | Fără timp        | N/A              | N/A              | 20           |
| Sursa:                |     |                  |                              |                  |                  |                  |              |

Note
- ^1 – Logan Sargeant nu a reușit să stabilească un timp în calificări. I s-a permis să concureze la discreția comisarilor de cursă.[11]

## Cursă
Cursa a avut loc pe 26 noiembrie 2023 începând cu ora locală 17:00 (UTC+4), 15:00 EET, având distanța de 58 de tururi.
| Poz.                                                                                 | Nr. | Pilot            | Constructor                  | Tururi | Timp/Retras | Grilă | Puncte |
| ------------------------------------------------------------------------------------ | --- | ---------------- | ---------------------------- | ------ | ----------- | ----- | ------ |
| 1                                                                                    | 1   | Max Verstappen   | Red Bull Racing-Honda RBPT   | 58     | 1:27:02,624 | 1     | 26     |
| 2                                                                                    | 16  | Charles Leclerc  | Ferrari                      | 58     | +17,993     | 2     | 18     |
| 3                                                                                    | 63  | George Russell   | Mercedes                     | 58     | +20,328     | 4     | 15     |
| 4                                                                                    | 11  | Sergio Pérez     | Red Bull Racing-Honda RBPT   | 58     | +21,453     | 9     | 12     |
| 5                                                                                    | 4   | Lando Norris     | McLaren-Mercedes             | 58     | +24,284     | 5     | 10     |
| 6                                                                                    | 81  | Oscar Piastri    | McLaren-Mercedes             | 58     | +31,487     | 3     | 8      |
| 7                                                                                    | 14  | Fernando Alonso  | Aston Martin Aramco-Mercedes | 58     | +39,512     | 7     | 6      |
| 8                                                                                    | 22  | Yuki Tsunoda     | AlphaTauri-Honda RBPT        | 58     | +43,088     | 6     | 4      |
| 9                                                                                    | 44  | Lewis Hamilton   | Mercedes                     | 58     | +44,424     | 11    | 2      |
| 10                                                                                   | 18  | Lance Stroll     | Aston Martin Aramco-Mercedes | 58     | +55,632     | 13    | 1      |
| 11                                                                                   | 3   | Daniel Ricciardo | AlphaTauri-Honda RBPT        | 58     | +56,229     | 15    |        |
| 12                                                                                   | 31  | Esteban Ocon     | Alpine-Renault               | 58     | +1:06,373   | 12    |        |
| 13                                                                                   | 10  | Pierre Gasly     | Alpine-Renault               | 58     | +1:10,370   | 10    |        |
| 14                                                                                   | 23  | Alexander Albon  | Williams-Mercedes            | 58     | +1:13,184   | 14    |        |
| 15                                                                                   | 27  | Nico Hülkenberg  | Haas-Ferrari                 | 58     | +1:23,696   | 8     |        |
| 16                                                                                   | 2   | Logan Sargeant   | Williams-Mercedes            | 58     | +1:27,791   | 20    |        |
| 17                                                                                   | 24  | Zhou Guanyu      | Alfa Romeo-Ferrari           | 58     | +1:29,422   | 19    |        |
| 18                                                                                   | 55  | Carlos Sainz Jr. | Ferrari                      | 57     | Motor       | 16    |        |
| 19                                                                                   | 77  | Valtteri Bottas  | Alfa Romeo-Ferrari           | 57     | +1 tur      | 18    |        |
| 20                                                                                   | 20  | Kevin Magnussen  | Haas-Ferrari                 | 57     | +1 tur      | 17    |        |
| Cel mai rapid tur: Max Verstappen (Red Bull Racing-Honda RBPT) – 1:26,993 (turul 45) |     |                  |                              |        |             |       |        |
| Sursa:                                                                               |     |                  |                              |        |             |       |        |

Note
- ^1 – Include un punct pentru cel mai rapid tur.[13]
- ^2 – Sergio Pérez a terminat pe locul al doilea, dar a primit o penalizare de cinci secunde pentru că a provocat o coliziune cu Lando Norris.[12][15]
- ^3 – Carlos Sainz Jr. a fost clasificat întrucât parcurs mai mult de 90% din distanța cursei.[12]

## Clasamentele finale ale campionatelor
|        | Poz. | Pilot           | Pct. |
| ------ | ---- | --------------- | ---- |
|        | 1    | Max Verstappen* | 575  |
|        | 2    | Sergio Pérez    | 285  |
|        | 3    | Lewis Hamilton  | 234  |
| 1      | 4    | Fernando Alonso | 206  |
| 2      | 5    | Charles Leclerc | 206  |
| Sursa: |      |                 |      |

|        | Poz. | Constructor                  | Pct. |
| ------ | ---- | ---------------------------- | ---- |
|        | 1    | Red Bull Racing-Honda RBPT*  | 860  |
|        | 2    | Mercedes                     | 409  |
|        | 3    | Ferrari                      | 406  |
|        | 4    | McLaren-Mercedes             | 302  |
|        | 5    | Aston Martin Aramco-Mercedes | 280  |
| Sursa: |      |                              |      |

- Notă: Doar primele cinci locuri sunt prezentate în ambele clasamente.
- Concurenții îngroșați și marcați cu un asterisc sunt campionii mondiali din 2023.